# Stoermeriana nabatea
Stoermeriana nabatea is een vlinder uit de familie spinners (Lasiocampidae). De wetenschappelijke naam van deze soort is voor het eerst geldig gepubliceerd in 2003 door de Freina.
De soort komt voor in tropisch Afrika.